# Selehov
Selehov (oroszul: Шелехов) város Kelet-Szibériában, Oroszország Irkutszki területén, a Selehovi járás székhelye. A szovjet korszakban alapított jelentős iparváros Irkutszk bolygóvárosának számít, elsősorban alumínium-kohászatáról ismert. 	
Lakossága: 47 943 fő (a 2010. évi népszámláláskor).
A város névadója Grigorij Ivanovics Selehov (vagy Selihov) (1748–1795) orosz kereskedő, nagyvállalkozó, „Orosz Amerika” első állandó településeinek alapítója, az Orosz-amerikai Társaság létrehozásának kezdeményezője (az alapítást már nem érte meg).

## Fekvése
Irkutszk területi székhely mellett, az Irkut és mellékfolyója, az Olha közötti völgyben, az Irkutszk-cseremhovói-síkság déli peremén helyezkedik el. Távolsága a Bajkál-tótól 75 km, Irkutszktól kb. 15 km, de a két város határa közti autóúton csupán 7 km. 
Területe kb. 3100 ha, tengerszint feletti közepes magassága 460 m. Az M-55 jelű autóút két részre osztja a várost, elválasztva a lakóterületeket az ipari zónától. A városon vezet át a transzszibériai vasútvonal is, a központi állomás neve Goncsarovo.

### Éghajlata
A levegő évi középhőmérséklete: –1,1 °C. A januári középhőmérséklet –20,1 °C, a júliusi 17,7 °C. A csapadék mennyisége éves átlagban 490 mm. A fagymentes időszak átlagosan 97 napig tart. Sok éves átlagban az első fagyos nap szeptember 9., az utolsó június 1.

## Története
Keletkezése és fejlődése szorosan kapcsolódott az alumíniumgyár építéséhez és történetéhez. A gyár helyéről, Irkutszk melletti felépítéséről 1951-ben született döntés. Selehovot 1956-ban a gyár építőinek településeként alapították, amikor a Komszomol kampányával ezer fiatalt irányítottak a területre. Első építői, majd első lakói is a központi (európai) országrészről érkezett építőmunkások, szakemberek voltak. A termelés beindításakor, 1962-ben kapott városi rangot. A gyár hőerőművét 1957-ben kezdték építeni, mely a várost ma is ellátja elektromos- és hőenergiával.

## Gazdasága
Selehov a régió fejlett iparral rendelkező városainak egyike. Az ipar vezető ágazata a könnyűfémkohászat, legnagyobb létesítménye az aluminiumgyár. 1962-ben kezdte meg az aluminium gyártását, 1965-ben pedig a hengereltáru termelést. 1992-ben átalakult részvénytársasággá. 2007 óta a RUSZAL cégcsoporthoz tartozik.
1998-ban a részvénytársaságból kivált részekből két vállalat alakult. A „Kremnyij” Zrt. (a kremnyij jelentése 'szilícium') többek között a vegyipar számára és különféle ötvözetek készítéséhez állít elő szilíciumot; Oroszországban a tisztított (finomított) szilícium egyedüli gyártója. A SZUAL-PM Kft. porok, pigment- és pirotechnikai aluminiumporok készítésére specializálódott.
A városban előállított alumínium egyik nagy felhasználója az Irkutszkkabel gyár (nevével ellentétben szintén Selehov ipari zónájában van). A vállalatot 1966-ban alapították, 1992-ben privatizálták. Napjainkban a SZUAL cégcsoport tagja, Oroszország öt legnagyobb kábelgyárának egyike. Az építőanyagipar legnagyobb helyi vállalata a Kelet-szibériai vasbetonszerkezetek gyára (kft.).

## Közlekedése
A transzszibériai vasút és az országos jelentőségű autóút állandó és gyors összeköttetést biztosít az Irkutszki terület városaival és az ország központi részeivel. A város mellett, az M-53-as (Krasznojarszk–Irkutszk) és az M-55-ös (Irkutszk–Csita) autóút találkozásánál elkerülőút épült, így a tranzitforgalom nem terheli a városi közlekedést.
Az aluminiumgyár építésével egyidőben a mai ipari zóna területén hozták létre Goncsarovo vasútállomást, melynek új épülete az 1980-as években készült el. További két vasúti megálló is van a városban: az egyik a külvárosi gyorsvasút vonalán, a másik az ipari zónában.
Az ország nagyvárosaival az Irkutszkba közlekedő légijáratok biztosítják a kapcsolatot, a repülőtér 26 km-re fekszik Selehov központjától.